# یوهانا اشپیری
یوهانا اشپیری (به آلمانی: Johanna Spyri) (۱۲ ژوئن ۱۸۲۷ – ۷ ژوئیه ۱۹۰۱) نویسنده داستان‌های کودکان بود که بیشتر به خاطر نگارش رمان هایدی مشهور است.